# Estadio Francisco Morazán
El Estadio General Francisco Morazán, o simplemente «Estadio Morazán», conocido popularmente como «La Bombonerita», es uno de los tres estadios de fútbol con que cuenta la ciudad de San Pedro Sula, Honduras. Es un estadio oficial para juegos de la Liga Nacional de Fútbol Profesional de Honduras. Así como para partidos internacionales FIFA y competencias internacionales de la Confederación de Norteamérica, Centroamérica y el Caribe de Fútbol (CONCACAF).

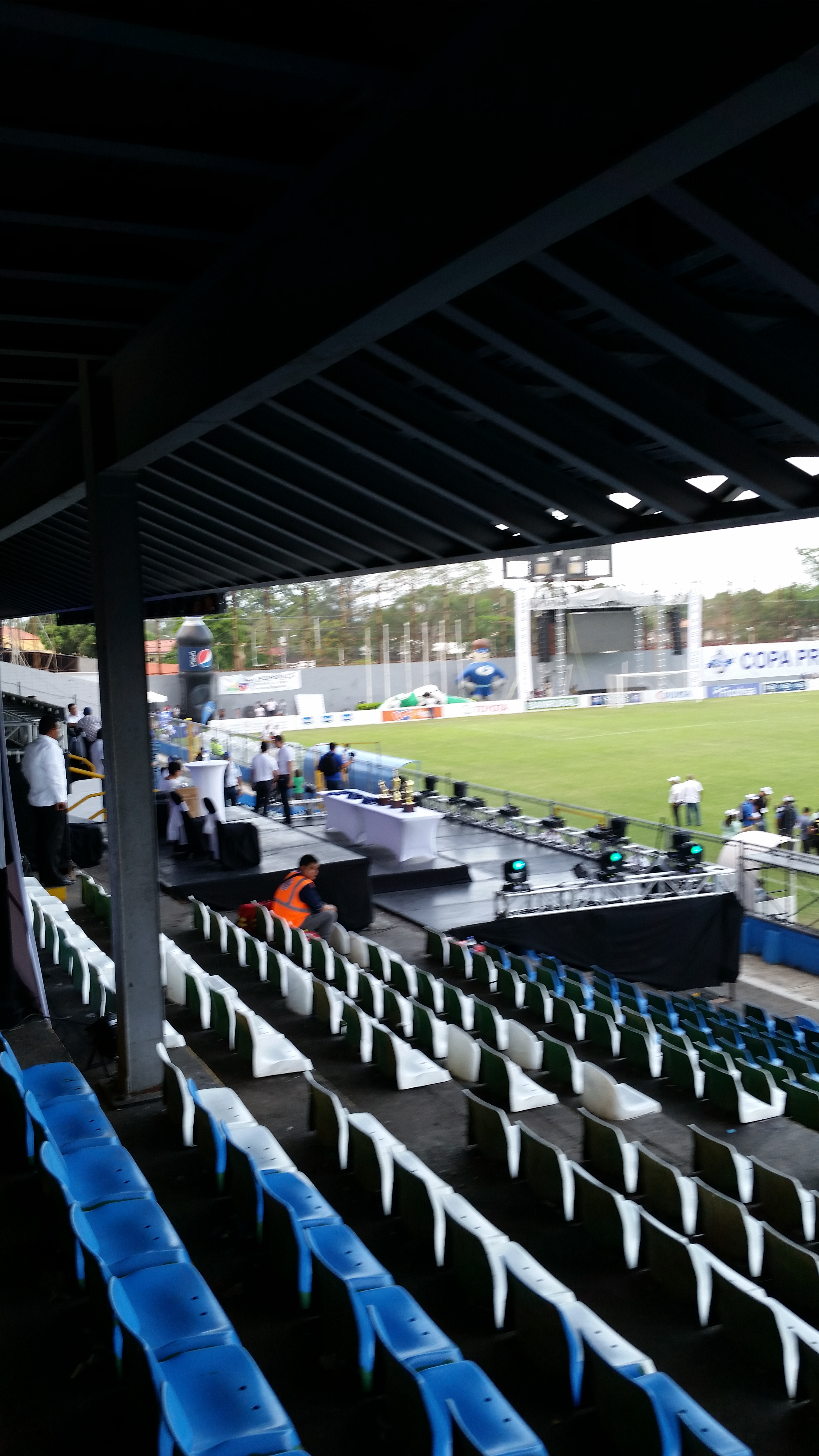
Vista de las sillas del estadio.

En la actualidad, es sede oficial del Real Club Deportivo España y algunas veces para el Club Deportivo Marathón. Es también utilizado para otras actividades, entre las que se incluyen conciertos, actos religiosos, desfiles, entre otras actividades. Cuenta con una capacidad de 21 500 aficionados, según las restricciones de la FIFA, pero 21 500 espectadores según la Federación de Fútbol de Honduras y es el estadio más antiguo aun en pie en Honduras y de los viejos de Centroamérica.
A través de su historia, el Estadio Francisco Morazán ha sido sede de grandes eventos deportivos. En este estadio se llevaron a cabo torneos y partidos de eliminatorias mundialistas para selecciones absolutas, campeonatos clasificatorios para los mundiales, categorías sub-17, categoría sub-20, así como partidos de selecciones olímpicas de la CONCACAF.

## Ubicación
El estadio General Francisco Morazán está ubicado entre la 12 y 14 avenida de la moderna ciudad de San Pedro Sula. La gradería denominada ‘Sol Sur’ está localizada de espaldas al bulevard Morazán. Y la parte que no tiene gradería alguna limita con la Tercera calle. San Pedro Sula, sede de este estadio y dos más (Olímpico Metropolitano y Yankel Rosenthal), es considerada o llamada la capital industrial de Honduras por su importancia comercial y por su considerable número de habitantes. Por lo que es sin duda alguna, la segunda ciudad en importancia de la República de Honduras.
El estadio se encuentra en un lugar bien céntrico dentro de esta ciudad de San Pedro Sula, muy cercano a los mejores hoteles, restaurantes y canchas de entrenamiento de la ciudad. Asimismo, el estadio Francisco Morazán está muy cerca a vías de acceso que comunican la ciudad de San Pedro Sula, con la capital Tegucigalpa y Puerto Cortés, el puerto más importante del país. El aeropuerto internacional de la ciudad, Ramón Villeda Morales está a unos 15 minutos del estadio Francisco Morazán y la terminal de buses que comunica a San Pedro Sula con el resto del país, está a unos 5 minutos del estadio.

## Equipos y títulos
El estadio Francisco Morazán es actualmente la casa oficial del Real Club Deportivo España. En este estadio, el Real España es el equipo que más veces se ha coronado campeón de liga (6). Asimismo, el estadio Morazán, también le sirve de sede alterna al Club Deportivo Marathón, también de esta ciudad de San Pedro Sula. Aquí, el C.D. Marathón se coronó campeón dos veces. Otros equipos que no pertenecen a la ciudad y se coronaron campeones en este estadio fueron, el Club Deportivo Olimpia y el Club Deportivo Motagua de la capital de Honduras, Tegucigalpa.
En el pasado, el estadio General Francisco Morazán les sirvió de casa a equipos como La Salle, San Pedro, Palestino, Dandy, Parrillas One, Independiente, y hasta equipos de otras ciudades como, el Sula de La Lima, Club Platense de Puerto Cortés, el Atlético Choloma de Choloma. Todos estos equipos, algunos de ellos hoy ya desaparecidos, también forman parte de la rica historia que tiene este viejo estadio.

## Historia

### Inicios

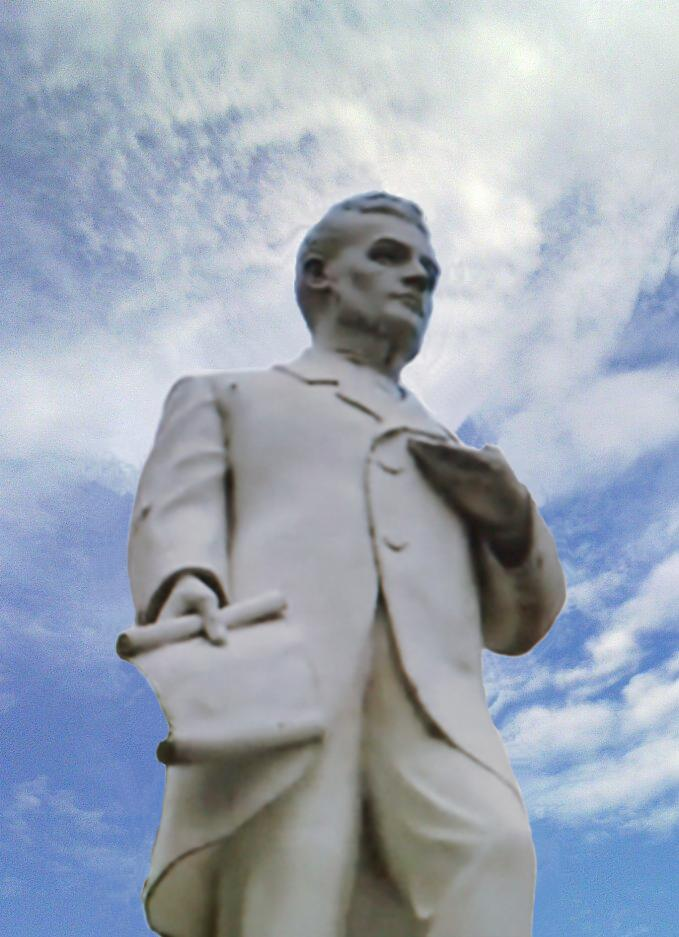
Estatua del General Morazán, en el Blvd. de su mismo nombre

De acuerdo a algunos historiadores, el estadio General Francisco Morazán se comenzó a construir en partes a partir del año 1938. Benedicto Muñoz uno de los administradores del estadio (2013), dijo al programa Todo Deportes de canal 11, que fue en ese tiempo que equipos de los barrios y comunidades aledañas al lugar donde hoy se encuentra el estadio llevaban a cabo sus encuentros deportivos. Según Muñoz, el Morazán era ese entonces un “Parque Deportivo Municipal.” Otros aseguran que inicialmente este era un parque con canchas de baloncesto, béisbol, tenis y fútbol. Y que fueron los mismos pobladores que peticionaron a la municipalidad sampedrana para la construcción del mismo. Posteriormente, y con la ayuda de patrocinadores, se fueron construyendo de a poco, los muros y las graderías del mismo.
El nombre del estadio se debe a que el estadio está localizado cerca del bulevard Morazán. Según algunos habitantes de la ciudad; a partir del año de 1940, los desfiles patrios de la ciudad de San Pedro Sula comenzaban en el Parque Central y siempre terminaban en el bulevard Morazán donde los colegios y escuelas, como el José Trinidad Reyes y el José Cecilio del valle entre muchos otros, coronaban la estatua del General Francisco Morazán. Desde ese entonces, este estadio comenzó a ser conocido como ‘Estadio Francisco Morazán.’

### Destrucción y quema del estadio

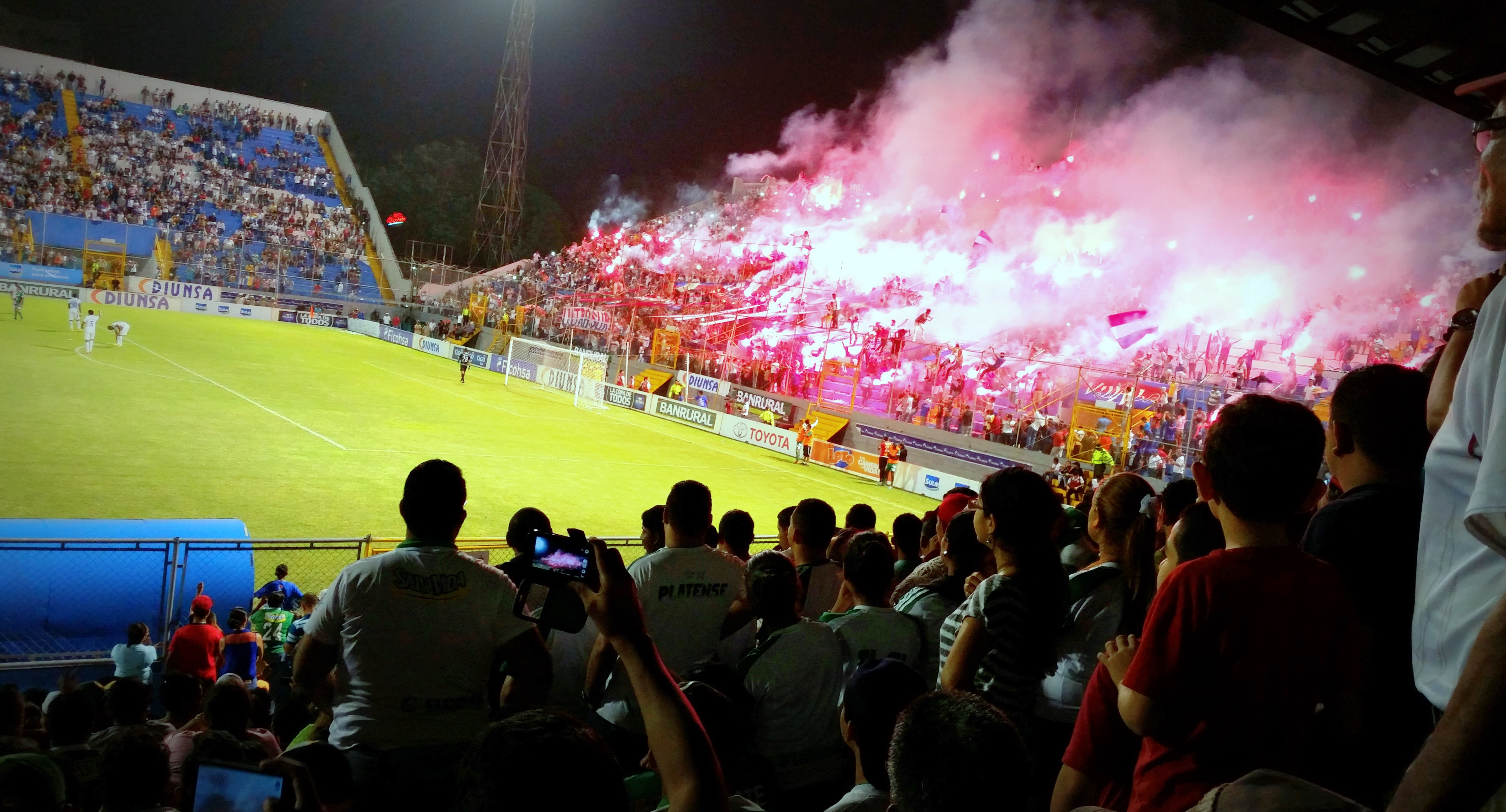
Gradería Sol Sur

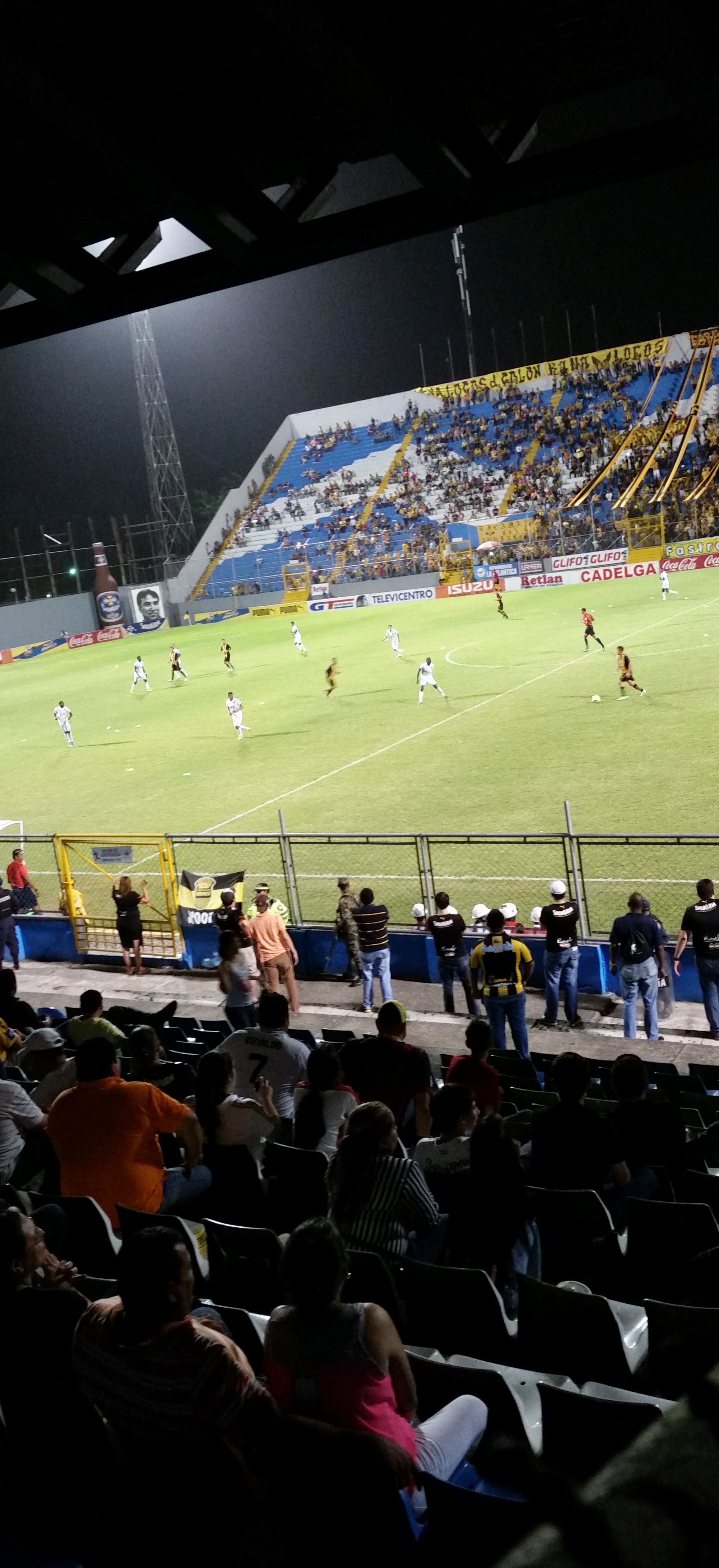
Sector de silla del estadio Morazán

El 17 de marzo de 1974 estaba programado el clásico nacional entre el Club Deportivo Olimpia y el C.D. Marathón, valedero por el campeonato de Liga Nacional. Debido a una sobreventa de boletos y a entradas gratuitas, el “Morazán” albergo más aficionados de la capacidad misma del estadio. Esta situación llegó a un caos total dentro de las instalaciones del inmueble. 
Eran tantos los aficionados, que las autoridades los colocaron dentro de la cancha cercana a los jugadores, allí mismo cerca de la línea de cal. Cuando los árbitros se percataron de la situación decidieron cancelar los juegos. Esto llevó a los aficionados a protagonizar actos de vandalismo y violencia que terminó con decenas de heridos y la destrucción y quema del estadio Morazán. 
Ismael Ramos estadígrafo del Diario La Prensa de Honduras relata estos hechos de la siguiente manera:
"El 17 de marzo de 1974 se programó un doble en el Morazán. En el preliminar, Real España se enfrentaba al Broncos de Choluteca y en el juego estelar se medirían Marathón y Olimpia. En el preliminar, al terminar el primer tiempo ganaban los aurinegros 1-0 con gol de Jimmy Bailey y por invasión de la cancha por aficionados, el árbitro Porfirio Guerra decidió suspender el partido. El segundo tiempo se realizó el 31 de marzo en Tegucigalpa y el marcador no se movió, pues el Morazán fue quemado por enardecidos fanáticos de Olimpia y Marathón al ver que el árbitro Carlos León "Chulampín" Cedillos se negó a dirigir el clásico nacional por falta de seguridad. Este segundo partido entre Olimpia y Marathón también fue programado para Tegucigalpa el 31 de marzo de 1974 y terminó 0-0."
Mientras que Marco García, aficionado y también historiador del fútbol hondureño, recordó a diario deportivo Diez de Honduras lo que vivió en carne propia hace más de 40 años cuando fue testigo de esta “barbarie que cometieron vándalos.”
"El estadio se había llenado para estos partidos, no había para más y miles de personas estaban fuera, entonces los fanáticos 'pumpuneaban' el portón 1 donde se encontraba el equipo local y había un famoso administrador, árbitro y también regidor llamado José R. Mendoza, era muy popular y le apodaban 'Mondongo'", inicia relatando García.
Sigue: "Como Mendoza era tipo militar fue a decirle a la gente que dejaran de hacerlo, pero ni había terminado de abrir el portón y se le vino una avalancha de gente que entraron al estadio, pero en gradería no había espacio y la única forma era estar era alrededor de la cancha, en ese momento se terminaba el primer tiempo que ganaba España 1-0 a Broncos con gol de Jimmy Bailey", cuenta.
Una vez los árbitros suspendieron los partidos por falta de seguridad, todo terminó en un caos “hinchas enardecidos por la decisión comenzaron a mostrar su desagrado y en el sector de silla iniciaron a arrancar las butacas de madera y les prendieron fuego. "La gente abrió boquetes en el muro de acceso al terreno de juego y con periódicos comenzaron a encender fogatas en graderías y el centro del campo, se extendió a las cabinas de las radios más importantes (Audivideos y Emisoras Unidades) que terminaron destruidas, también inició el caos con gente tirando piedras hacia adentro y hubo fracturados, se volvió algo peligroso, un caos completo porque quitaban los pedazos de concreto de la gradería", recuerda García.
Al día siguiente, algunos de los diarios hondureños titulaban en sus portadas "¡Nos quedamos sin estadio!", "Con lujo de vandalismo y pillaje (Un día de duelo en el deporte nacional.)" Mientras diario La Prensa de San Pedro Sula titulaba; "Fanáticos destruyen el estadio Morazán".

### Remodelación

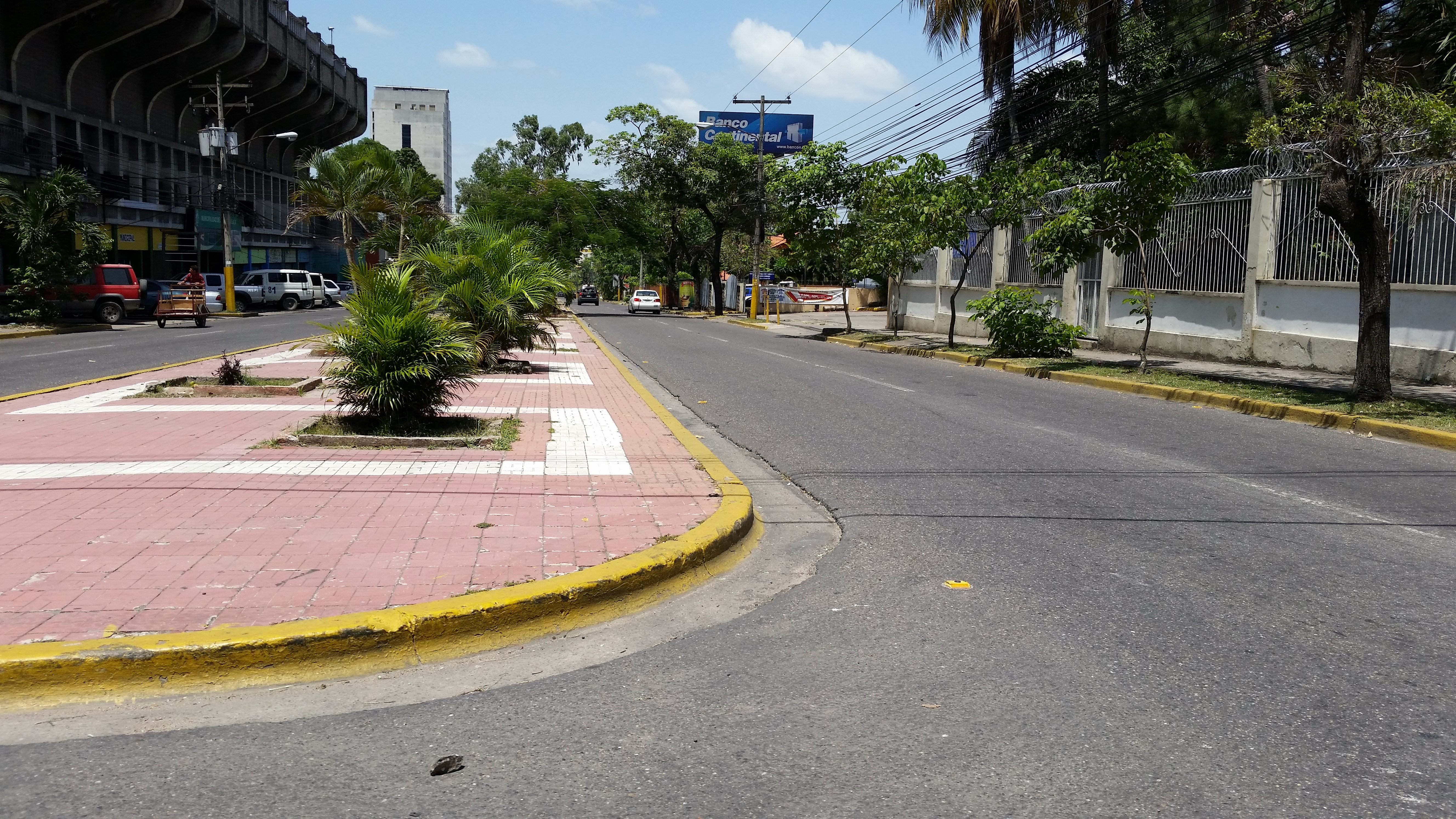
Gradería sur de espaldas al bulevard Morazán

El estadio Francisco Morazán ha sido remodelado en varias oportunidades. Una de ellas fue inmediatamente después de su destrucción en 1974. En ese entonces la gradería denominada Sombra Sur que era completamente de madera fue re-construida de concreto. Pero sin techo. Se terminó de construir la gradería de sol este, preferencia y silla, y los palcos. “Al cabo de un par de meses ya estaba funcionando normalmente, la inversión fue cercana a los 60 mil lempiras.”
En 2008 el estadio Morazán “recibió un tratamiento especial en su engramillado, con la cual mejoró notablemente su reputación en la liga catracha. A pesar de que estéticamente el estadio sampedrano tiene algunas fallas, la cancha es el patrimonio mejor cuidado del estadio Morazán, luego de que se cambiara por completo en el durante los primeros meses de 2008. Esa vez, la directiva aprovechó para incrementar la altura del alambrado en las dos gradas de populares, ya que habían tenido problemas con ello.
Antes de mejorar la cancha, “Mario Zanabria, el extécnico de Real España, se quejó mucho de lo duro del césped, por eso en el receso (a mediados de año 2008) procedimos a resanar la grama tipo Bermuda y aplicar 16 volquetadas de arena en las partes más conflictivas; por la falta de arena es que se pone duro y amarillento el pasto, pero en dos o tres semanas recuperará el nivel óptimo”, explicó Gabriel Perdomo, administrador del coloso, en una entrevista en El Heraldo.
Más recientemente, en febrero de 2015, la Fenafuth y el Inmude redobladoblaron esfuerzos para que los dos estadios de San Pedro Sula (Olímpico y Morazán) lucieran sus mejores galas. Esto de cara al premundial sub-17 clasificatorio para el Mundial de Chile de la categoría; con la participación de doce países de la Confederación Norte, Centroamérica y el Caribe de Fútbol (CONCACAF). Al estadio Morazán se le quitó la capa vieja de pintura y aplicando la nueva cara con los colores de la bandera nacional, a pedido explícito del técnico de la selección nacional de fútbol de Honduras, Jorge Luis Pinto. Además, en el Morazán, los cinco camerinos se remodelaron, con aire acondicionado, ventiladores, roperos, duchas nuevas y pintados en su totalidad.

## Torneos internacionales

### Torneos categoría sub-20

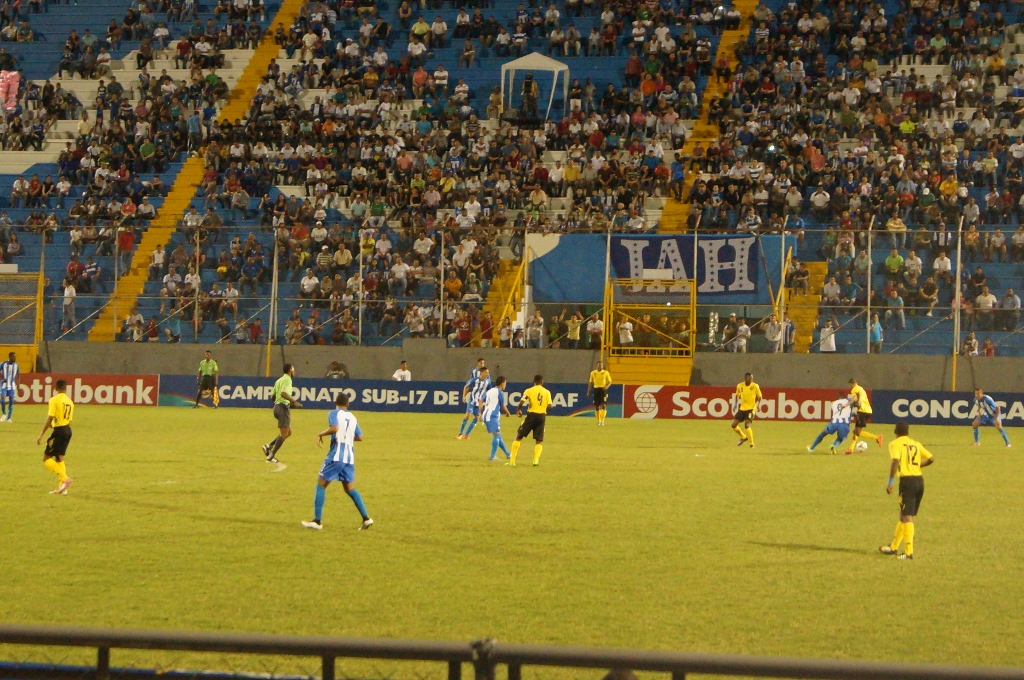
Es estadio Morazán ha sido sede de varios torneos juveniles de la CONCACAF

A través de su historia, el Estadio Francisco Morazán ha sido sede de grandes eventos deportivos. Aquí se llevaron a cabo torneos y partidos de, eliminatorias mundialistas para selecciones absolutas, campeonatos clasificatorios para los mundiales, categorías sub-17, categoría sub-20, así como partidos de selecciones olímpicas de la CONCACAF. 
En 1978, la CONCACAF le otorgó a Honduras, la sede del campeonato juvenil categoría sub-20 (NORCECA). Este torneo, se realizó con el propósito de conocer los representantes de la zona al mundial de Japón, que se jugaría el siguiente año. Los encuentros de este torneo, se llevaron a cabo en este estadio y en el estadio nacional Tiburcio Carías Andino de Tegucigalpa. Este campeonato se jugó del 26 de noviembre al 7 de diciembre de 1978. Al final de este torneo, resultaron clasificados Canadá y México. Honduras ocupó el tercer lugar.
En 1994, después de muchos años, el comité ejecutivo de la Confederación de Fútbol de Norte, Centroamérica y el Caribe le volvió a otorgar la sede de un campeonato sub-20 a Honduras. El torneo, se realizó con el propósito de clasificar a los equipos de la CONCACAF al mundial de Catar 1995. Este campeonato se llevó a cabo en tres ciudades, Tegucigalpa (Estadio Nacional), Puerto Cortés (Estadio Excelsior) y San Pedro Sula (Estadio Morazán).
El torneo, se realizó del 17 de agosto al 28 de agosto en estas sedes y dieron como resultado la clasificación de Honduras y Costa Rica al mundial de esa categoría.
En 2004, el Francisco Morazán fue nuevamente sede de un campeonato sub-20 de CONCACAF. El torneo tenía un calendario corto de cuatro equipos, (Honduras, México, Canadá y Jamaica). Por esta razón, solo se necesitó de este estadio, para conocer dos clasificados al mundial de Holanda 2005. El torneo, se llevó a cabo del 26 al 30 de enero de 2004; y culminó con la clasificación de Honduras y Canadá al mundial de esa categoría.
En 2022, el Francisco Morazán fue nuevamente sede de un campeonato sub-20 de CONCACAF. El torneo se llevó a cabo del 18 de junio al 3 de julio.

### Torneos categoría sub-17
En julio de 2014 La Confederación de Norte, Centroamérica y el Caribe de Fútbol Asociación (CONCACAF) anunció que Honduras será la sede del Campeonato Sub-17 de CONCACAF. Esta competencia, fue clasificatoria para el mundial de Chile 2015. Para este torneo, se designó la ciudad de San Pedro Sula, y los estadios Olímpico Metropolitano y el Francisco Morazán, para las competencias de fases de grupos. La final se llevaría a cabo en el Olímpico.
El torneo se llevó a cabo del 27 de febrero al 14 de marzo de 2015. La selección sub-17 de Honduras jugó sus partidos de grupo contra Cuba, Jamaica, y Estados Unidos en este estadio. Mientras que Costa Rica, Canadá, México y Trinidad y Tobago se fueron al Olímpico. Al final del torneo, resultaron clasificados al mundial de la categoría, México, Honduras, Estados Unidos y Costa Rica. La gran final, que estaba programada para el estadio Olímpico se trasladó al estadio General Francisco Morazán donde México se coronó campeón del certamen.

### Selección absoluta
En tiempos modernos, el Estadio Francisco Morazán también ha albergado juegos de la selección absoluta, clasificatorios para los mundiales de fútbol. Por ejemplo, para los juegos rumbo al mundial de 1998 en Francia, en el estadio Francisco Morazán se realizaron los juegos contra las selecciones de México, Jamaica y San Vicente. Fue precisamente durante esta eliminatoria y en este escenario, cuando una selección hondureña derrotó por primera vez a una selección mexicana de fútbol. El histórico triunfo, se dio el 21 de septiembre de 1996 por 2-1. Además, aquí Honduras triunfó ante San Vicente por 11-3, el 17 de noviembre y empató ante Jamaica a cero goles por bando, el 26 de octubre de ese mismo año. 
Para los partidos clasificatorios rumbo al mundial de Japón - Corea 2002, la selección de Honduras enfrentó en este estadio, a la selección de fútbol Haití, el 6 de junio de 2000. Este encuentro representó un triunfo importante para Honduras por 4-0. Asimismo, en el 'Morazán' se llevó a cabo el 17 de noviembre de 2004, el partido entre Honduras y Costa Rica validero por la copa mundial de Alemania 2006. Todos estos partidos antes mencionados, se llevaron a cabo sin incidencia alguna y con asistencias de más de 20 000 espectadores.
Para los partidos clasificatorios rumbo al Mundial Rusia 2018, la selección de Honduras enfrentó en este estadio, a la selección de fútbol de Costa Rica, el 28 de marzo de 2017. El partido terminó empatado 1-1.

### Torneo femenino sub-20
El 6 de mayo de 2015 La Confederación de Norte, Centroamérica y el Caribe de Fútbol Asociació anunció que Honduras será la sede del Campeonato Femenino Sub-20 de CONCACAF, previsto para diciembre. "San Pedro Sula será sede del torneo a realizarse del 3 al 13 de diciembre. El torneo coronará al campeón de la confederación y clasificará a tres equipos a la Copa Mundial Femenino Sub-20 de la FIFA a jugarse en Nueva Guinea en el 2016.
“Estamos felices de volver a Honduras para el Campeonato Sub-20 Femenino de CONCACAF, el segundo torneo de CONCACAF que se celebrará en Honduras este año”, dijo el presidente de CONCACAF, Jeffrey Webb. “Los esfuerzos de la Federación Hondureña por tener campeonatos en San Pedro Sula demuestra el crecimiento del fútbol femenino en Centroamérica”. El Campeonato contará con la participación de ocho equipos, tres de la Unión de Fútbol del Caribe (CFU), dos de la Unión Centroamericana de Fútbol (UNCAF) y tres de Norteamérica.
"De Norteamérica, ya están clasificadas automáticamente las naciones de Canadá, Estados Unidos y México, mientras los procesos de clasificación en CFU y UNCAF serán realizados en los próximos meses. Como país sede, Honduras esta automáticamente clasificado como uno de los dos representantes de UNCAF."

## Conciertos
El estadio Francisco Morazán, ha albergado muchos conciertos de artistas de fama internacional como:
- Alejandro Fernández
- Yuri
- Sean Paul
- Shakira
- Vicente Fernández
- Daddy Yankee
- Marco Antonio Solís
- Vilma Palma e Vampiros
- Paulina Rubio
- Los Tigres del Norte
- Wisin & Yandel
- Aventura
- Héctor "El Father"
- Entre muchos otros.